# Курник (гміна)
Гміна Курник (пол. Gmina Kórnik) — місько-сільська гміна у північно-західній Польщі. Належить до Познанського повіту Великопольського воєводства.
Станом на 31 грудня 2011 у гміні проживало 21495 осіб.

## Територія
Згідно з даними за 2007 рік площа гміни становила 186.58 км², у тому числі:
- орні землі: 62.00%
- ліси: 26.00%

Таким чином, площа гміни становить 9.82% площі повіту.

## Населення
Станом на 31 грудня 2011:
| Опис     | Загалом | Загалом | Чоловіки | Чоловіки | Жінки | Жінки |
| -------- | ------- | ------- | -------- | -------- | ----- | ----- |
| одиниця  | осіб    | %       | осіб     | %        | осіб  | %     |
| все      | 21495   | 100     | 10572    | 49.18    | 10923 | 50.82 |
| міське   | 7239    | 100     | 3460     | 47.80    | 3779  | 52.20 |
| сільське | 14256   | 100     | 7112     | 49.89    | 7144  | 50.11 |

## Сусідні гміни
Гміна Курник межує з такими гмінами: Занемишль, Клещево, Мосіна, Сьрем, Сьрода-Велькопольська.